# Борислав Великов
Борислав Любенов Великов (болг. Борислав Любенов Великов; нар. 29 жовтня 1946, Софія) — болгарський хімік, педагог і політичний діяч, з 23 лютого до 17 червня 2005 року був головою Народних зборів.

## Біографія
Закінчив хімічний факультет Софійського університету ім. Святого Климента Охридського, спеціалізується в галузі неорганічної та аналітичної хімії. Він отримав докторський ступінь в Карловому університеті у Празі. Професійно пов'язаний зі столичним університетом, де він був професором і фахівцем з гідрохімії.
У 2001 і 2005 роках від імені Національного руху Симеона II (пізніше перетворений у Національний рух за стабільність і підйом) отримав мандат члена Народних зборів. У 2014 році він повернувся до національного парламенту від Реформатського блоку.
Володіє англійською, німецькою, французькою, російською та чеською мовами.